# ثائر جسام
ثائر جسام (انگلیسی: Thair Jassam؛ زادهٔ ۳۱ دسامبر ۱۹۵۹) یک بازیکن فوتبال است.
از باشگاه‌هایی که در آن بازی کرده‌است می‌توان به دهوک و تیم ملی فوتبال عراق اشاره کرد.
وی همچنین در تیم ملی فوتبال Iraq بازی کرده است.